# アップタイト
『アップタイト』(Up-Tight)は、1966年に発表されたスティーヴィー・ワンダーのアルバム。5枚目のオリジナル・アルバム。

## 特徴
1966年春にR&Bチャートで1位になった「アップタイト」ほか、「ナッシングズ・トゥー・グッド・フォー・マイ・ベイビー」/「大人は知らない」の両面シングルを中心に構成されている。3曲目の「風に吹かれて 」をデュエットしているのはプロデューサーの一人であるクラレンス・ポールである。Side 2の5曲目の「コントラクト・ラブ」は1963年の吹き込みで、アルバム中、一番古い吹き込みである。スティーヴィー・ワンダーの最初のヒット曲であり、この曲のバック・コーラスを担当しているのはテンプテーションズ である。

## 収録曲
Side 1
1. ラヴ・ア・ゴー・ゴー - Love a Go Go
2. ホールド・ミー - Hold Me
3. 風に吹かれて - Blowin' in the Wind
4. ナッシングズ・トゥー・グッド・フォー・マイ・ベイビー - Nothing's Too Good for My Baby
5. 今夜教えて - Teach Me Tonight
6. アップタイト - Uptight (Everything's Alright)

Side 2
1. エイント・ザット・アスキング・フォー・トラブル - Ain't That Asking for Trouble
2. アイ・ウォント・マイ・ベイビー・バック - I Want My Baby Back
3. プリティ・リトル・エンジェル - Pretty Little Angel
4. ミュージック・トーク - Music Talk
5. コントラクト・オン・ラヴ - Contract on Love
6. 大人は知らない - With a Child's Heart